# Ollie B
Søren Oliver Due der er en dansk sangskriver og producer.
Han begyndte at producere musik under navnet Ollie B i juli 2011, og kun få måneder senere fik hans remix af Maroon 5 sangen, Moves Like Jagger, hurtigt international support, med over 400.000 hits på YouTube. 
I marts 2012, skrev han sin første pladekontrakt med den danske selskab Play Nasty Records, og han udgav sin debut-release Pharaoh, 26. oktober 2012
Pharaoh var den første single til hans først album Bullfighter.
Albummet Bullfighter udkom 27. maj 2013, og havde mange gæstesolister såsom: Sleng, The Maniac Agenda, Fjer, Rawlistik, 40Ringz og Anders Jogir.
I december 2012 blev han også nomineret til Svendborg Kommunes Ungdomstalentpris . Han begyndte i juni 2013 arbejdet, som musiker til BaggårdTeatret's forestilling Svendborg Mit Liv.
I Oktober 2013 vandt han Nik & Jay's remix konkurrence, for sangen #Pæntnejtak. Det medførte til udgivelse af remixet hos Copenhagen Records / Universal Music
i 2014 startede Søren duoen Zookeepers med dj og producer William de Waal